# Бактерицидність
Бактерицидність — (від бактерії і лат. caedo — вбиваю) — властивість хімічних речовин (бактеріоцидів, зокрема, антибіотиків), фізичних і біологічних чинників (температура, іонізуюче випромінювання, фермент лізоцим, тощо) спричинювати загибель бактерій.